# August von Wotawa
August Ritter von Wotawa (* 21. Dezember 1876 in Wien; † 23. Mai 1933 in Linz) war ein österreichischer Politiker.

## Studium und berufliche Karriere
August von Wotawa studierte Geschichte und Geografie an der Universität Wien und arbeitete anschließend als Mittelschullehrer. Neben seiner Unterrichts- und Verwaltungstätigkeit verfasste er sechs Artikel über historische Personen für die Realencyclopädie der classischen Altertumswissenschaft (unter anderem über Didius Julianus).
Im Zuge seiner Tätigkeit an der Mittelschule engagierte sich Wotawa in politischen Vereinen, unter anderem seit 1913 als Geschäftsführer der deutsch-österreichischen Zentralstelle für Volkswohlfahrt. Von 1914 bis 1923 gehörte er dem Vorstand des Realgymnasiums im Landeserziehungsheim in Wien/Hietzing an. 1923 wurde er zum Präsidenten des Österreichischen Schulbücherverlags ernannt (seit 1925 „Österreichischer Bundesverlag für Unterricht, Wissenschaft und Kunst“). In diesem Amt verblieb er bis an sein Lebensende.
Wotawa war verheiratet und hatte zwei Töchter.

## Politische Karriere
Wotawa war 1919 eines der Gründungsmitglieder der Nationaldemokratischen Partei, die 1920 in der Großdeutschen Volkspartei (GDVP) aufging. In dieser war Wotawa zuerst Obmann für Wien und Niederösterreich, bevor er am Klagenfurter Parteitag 1924 zum Obmann der Gesamtpartei gewählt wurde. Ab 1927 gehörte er dem Nationalrat (III. Gesetzgebungsperiode) an. Bei der Nationalratswahl 1930 wurde er über das Wahlbündnis Nationaler Wirtschaftsblock und Landbund erneut in den Nationalrat (IV. Gesetzgebungsperiode) gewählt. Nach seinem Tod übernahm der Listennächste Johannes Schauer-Schoberlechner das Mandat Wotawas im Nationalrat.